# Vers (Haute-Savoie)
Vers település Franciaországban, Haute-Savoie megyében. Lakosainak száma 962 fő (2022. január 1.). Vers Andilly, Cernex, Chênex, Jonzier-Épagny, Minzier, Présilly és Viry községekkel határos.

## Népesség
A település népessége az elmúlt években az alábbi módon változott:
| Lakosok száma | 763  | 812  | 855  | 893  | 894  | 918  | 933  | 947  | 962  |
|               | 2013 | 2015 | 2016 | 2017 | 2018 | 2019 | 2020 | 2021 | 2022 |